# 炮仗竹属
炮仗竹属（学名：Russelia）是車前科下的一个属，为灌木植物。该属共有40种，分布于热带美洲。
過去，炮仗竹属被分類為玄參科。